# Массачусетська мова

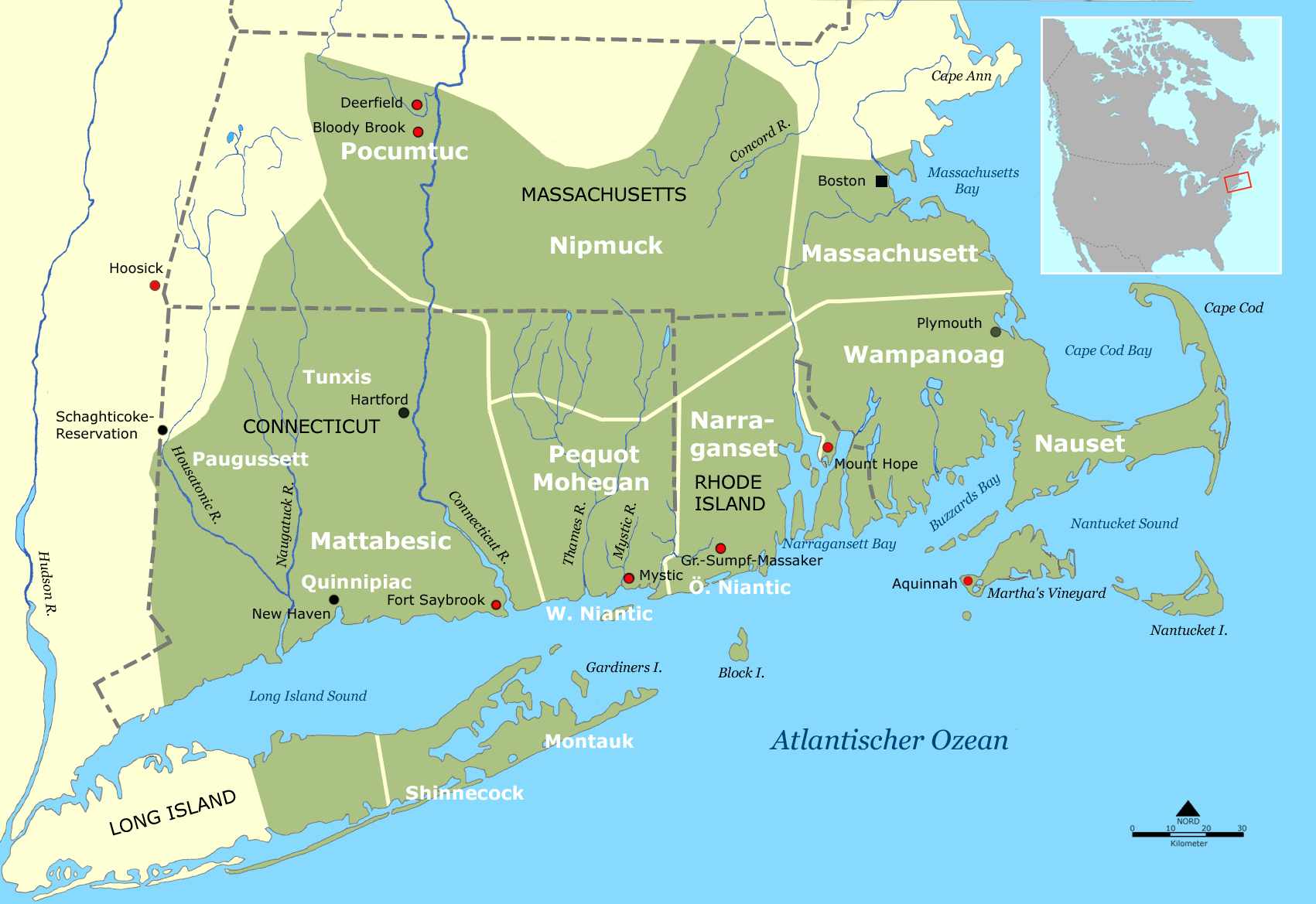
Карта розселення індіанських племен у південній Новій Англії на 1600 рік

Массачусетська мова (вампаноаг, вампаноаг-массачусетська мова, сассачусет, массачусетт) — мова індіанського народу вампаноаг, однією з племінних груп якого були массачусет, входить в сім'ю алгонкінських мов. Була поширена на півдні Нової Англії, на південному сході території сучасного штату Массачусетс.

## Назва
До початку контактного періоду (1620 р н. е.) носії мови — народ вампаноаг (самоназва wôpanâak) — входили в аморфну конфедерацію, що складається з п'яти близькоспоріднених в мовному відношенні племінних груп, в тому числі: массачусет, поканокет, нантукет, покасет і наусет. Гіпотезу про особливу близькість массачусетської мови з мовою племені наррагансет (Род-Айленд) поділяють не всі лінгвісти.
За іншими даними, наррагансет розмовляли однією мовою з племенами пекот, мохеган та монтаук.

## Історія
Першим перекладом Біблії, надрукованим в Північній Америці, був переклад всієї Біблії на массачусетську мову («Біблія Еліота»), опублікований Джоном Еліотом в 1663 році. Незабаром був опублікований перший буквар (1669) і друге видання Біблії (1685). Завдяки місонерським працям Еліота серед массачусет поширилася грамотність і до наших днів дійшли багато документів, написані в орфографії, введеній Еліотом. Завдяки цьому массачусетська мова виявилася задокументована набагато повніше, ніж інші вимерлі індіанські мови, і зараз члени племені вампаноаг намагаються відродити мову на основі збережених писемних свідчень.

## Фонологія
На основі реконструкції передбачається, що в массачусетській мові було всього 11 приголосних, 2 коротких голосних і 4 довгих.
Приголосні включали /t/, /c/, /ʧ/, /k/, /s/, /ʃ/, /m/ и /n/, /w/, /j/.
Серед голосних короткими були / a / і / ə /, а довгими / iː /, / uː /, / aː / і / ãː /.

## Приклад тексту
Нижче наводиться молитва «Отче наш» массачусетською мовою:
Nooshun kesukqut, wunneetupantamuch koowesuounk. Peyamooutch kukkeitasootamounk. Toh anantaman ne n-naj okheit, neane kesukqut. Asekesukokish petukqunnegash assaminnean yeu kesukok. Ahquontamaiinnean nummatcheseongatch, neane matchenehikqueagig nutahquontamanóunonog. Ahque sagkompaguninnean en qutchhuaonganit, webe pohquohwussinnan wutch matchitut. Newutche keitassootamoonk, kutahtauun, menuhkesuonk, sohsumoonk micheme kah micheme. Amen.